# Embaixada do Brasil em Jacarta
A Embaixada do Brasil em Jacarta (em indonésio:  Kedutaan Besar Brazil di Jakarta) é a missão diplomática brasileira da Indonésia. A missão diplomática se encontra no endereço, Jenderal Gatot Subroto Road, Jacarta, Indonésia.